# Тихон (Холлоши)
Епи́скоп Ти́хон (словац. Biskup Tichon, в миру Тиве́рий Хо́ллоши, венг. Hollósy Tibor; 9 января 1948, деревня Бочарлапуйтё, Венгрия — 3 июля 2017, монастырь Горголайни, Ираклион, Крит) — епископ Православной церкви Чешских земель и Словакии на покое, епископ Комаренский, викарий Прешовской епархии.

## Биография
Родился 9 января 1948 года в деревне Бочарлапуйтё (венг. Bocsárlapujtő, ныне Каранчлапуйтё) в венгерской части Новограда. Рос в окрестностях Будапешта в многонациональной среде, представленной сербами, немцами и словаками. О православии впервые узнал в детстве.
После окончания Будапештской словацкой гимназии, где он в 1966 году получил аттестат о полном среднем образовании, он поступил в Экономический университет в Будапеште, который окончил как дипломированный экономист по специальности «Транспорт».
С 1971 года занимал различные должности как экономист на предприятии Венгерские государственные железные дороги в Будапеште.
После 1985 года он расширил свои знания о Православии. Отошёл от мирской жизни и вступил в Православную Церковь. Искал возможность стать православным монахом, что в Венгрии восьмидесятых годов было невозможно.
С 1990 до 1993 год он выполнял монашеские послушания сначала в итальянском Монастыре святого Нектария в Коллальто (в юрисдикции неканонического Миланского синода) а затем в Монастыре Святой Троицы в Буххагене (в юрисдикции Болгарской православной церкви), ФРГ, и в Польше в монастыре святого Онуфрия (Яблечна).
В 1991 году он начал изучать православное богословие на Православном богословском факультете в Прешове, который он окончил в 1998 году.
3 апреля 1993 года принял монашеский постриг в Яблочинском монастыре. 4 апреля там же рукоположён в сан диакона, 7 июля — в сан священника.
С конца 1993 года служил в Словакии. Служил священником Братиславского прихода и архидеканом Западной Словакии.
В 1999 году в Прешовской епархии открылся монастырь Положения ризы Пресвятой Богородицы в Комарне, игуменом которого был назначен отец Тихон. Одновременно был настоятелем приходов в Комарне и Трнаве.
11 марта 2006 года епархиальное собрание православной Прешовской епархии в Прешове на своей внеочередной сессии избрало архиепископа Михаловского Иоанна (Голонича) архиепископом Прешовским и Словацким; игумен Тихон был избран епископом-помощником Прешовской православной епархии.
7 апреля 2006 года возведён в сан архимандрита и в тот же день в кафедральном храме в Прешове состоялось его наречение в епископа Комаренского, викария Прешовской епархии.
8 апреля 2006 года в Александро-Невском соборном храме в Прешове состоялась его архиерейская хиротония, которую совершили: архиепископ Пражский и Чешских Земель Христофор (Пулец), архиепископ Прешовский и Словакии Иоанн (Голонич), архиепископ Оломоуцко-Брненский Симеон (Яковлевич).
В составе делегаций Православной церкви Чешских земель и Словакии неоднократно посещал Русскую православную церковь. 1 февраля 2009 года присутствовал на интронизации Патриарха Московского и всея Руси Кирилла.
Участник прошедшего с 6 по 13 июня 2009 года в Шамбези четвертого предсоборного совещания.
В августе 2012 года по кончине архиепископа Иоанна (Голонича) временно управлял Прешовской епархией.
Выдвигался на пост Архиепископа Прешовского, но уступил игумену Ростиславу (Гонту). 17 ноября 2012 года освобождён от управления Прешовской епархией и почислен на покой.
Выйдя на покой, поселился в монастыре святого Георгия в Горголайни близ города Ираклиона на острове Крите в Греции, где и скончался 3 июля 2017 года. Похороны состоялись 6 июля того же года на Крите в присутствии епископа Исаии (Сланинки).